# Voulême
Voulême – miejscowość i gmina we Francji, w regionie Nowa Akwitania, w departamencie Vienne.
Według danych na rok 1990 gminę zamieszkiwało 368 osób, a gęstość zaludnienia wynosiła 33 osób/km² (wśród 1467 gmin regionu Poitou-Charentes Voulême plasuje się na 655. miejscu pod względem liczby ludności, natomiast pod względem powierzchni na miejscu 772.).